# Виолета Дечева
Виолета Атанасова Дечева е театрален изследовател, историк и критик. Доктор по театрознание (PhD) и доктор на науките (Sc.D.) от БАН. Професор по театрознание в Нов български университет.

## Биография
Виолета Дечева следва българска филология в Софийския университет и театрознание в НАТФИЗ „Кръстю Сарафов“. Специализира в Берлинския свободен университет.
Дипломната ѝ работа е върху драматургията на Михаил Булгаков. През 1994 г. защитава докторска дисертация за концепциите за актьора между XIX и XX век в немскоезичното пространство („Актьорът и неговото произведение. Концепции за актьорското изкуство в края на XIX и началото на XX век“). От 1994 г. е изследовател в Института за изкуствознание на БАН и гост-преподавател в НАТФИЗ (до 2001), както и в няколко магистърски програми на Софийския университет „Св. Климент Охридски“ и в съвместната Европейска магистърска програма Медии. Култура. Комуникации на Софийския университет „Св. Климент Охридски“ и Университета „Виадрина“ във Франкфурт на Одер и Университета на Ница. Гост-професор в Чехия, Германия, Полша и др. През 2007 г. става доктор на изкуствознанието с дисертация на тема „Към проблема за режисурата. Българският театър между двете световни войни“. От 2011 г. е професор в Института за изследване на изкуствата на БАН, а от 2012 г. е професор в НБУ.
Наблюдател за театър на в-к „Култура“ до 2018 г.
Автор на множество индивидуални и участник в колективни научни проекти в Германия, Австрия, Чехия, Унгария, Полша, Швейцария и др. Многократен стипендиант на DAAD. Стипендиант на RSS (CEU), CAS-Sofia, Landis & Gyr Stiftung и др. Участник в национални и международни научни конференции. Официален гост и жури на национални и международни театрални фестивали в Полша, Германия, Австрия, Франция, Чехия и мн. др. Член на редколегии на специализирани издания за изкуства, култура и театър. Член на Международната федерация на театралните изследователи (International Federation for Theatre Research – IFTR), на Международната асоциация на театралните критици (International Association of Theatre Critics – IATC), на Съюза на журналистите в България (СЖБ) и др.
Основател и ръководител на Конкурс за нова пиеса на НБУ.
Научни интереси: театрознание, история на модерността, история на културата на 20. век, рецепция на немскоезична драматургия, исторически изследвания с фокус върху театър и национализъм, театър и комунизъм, театър и политическо. Пише театрална критика. Автор е на редица книги и множество публикации в България, Германия, Полша, Франция, Италия, САЩ, Швейцария и др.

### Книги
- (2016): Кризите на Народния театър. София: Нов български университет, 274 с.[4]
- (2015): На фокус Dimiter Gotscheff. София: Изток-Запад, 288 с. (съвместно с Каприев, Г.)[5][6]
- (2014): Между идеологиите и хедонизма. Театърът в началото на новия век. ІІ част. София: Flamingo Black Publishing, 2014, 326 с.[7] (номинация за националната награда „Христо Г. Данов“ през 2014 г.)[8]
- (2013): Между идеологиите и хедонизма. Театърът в началото на новия век. І част. София: Black Flamingo Publishing, 2013, 511 с.[9][10]
- (2011): История на българския театър между двете световни войни, София: БАН, 2011, с. 291 – 393. (Съвместно с Попилиев, Р., Йорданов, Н., Николова, К., Спасова, Й.)
- (2006): Към проблема за режисурата. Българският театър между двете световни войни. София: Просвета, 2006, 320 с.
- (2004): Сто години Народен театър „Иван Вазов“. София: Дамян Яков, 2004, 420 с. (Съвместно със Стефанов, В., Попилиев, Р., Тошева, Кр.)[11]
- (2003): Актьорът като автор и произведение на изкуството. София: СУ „Св. Климент Охридски“. 2003, 176 с.[12]
- (2003): Режисьорите на 90-те. София: Фондация Култура и Валентин Траянов. 2003, 320 с. (Съвместно с Вандов, Н.)
- (2002): Авторът и неговия интерпретатор. Драматургията на Фридрих Дюренмат и сценичната ѝ рецепция в България. София: Сонм, 2002, 200 с.[13][14]
- (2001): Театърът на 90-те. София: Сонм. 2001, 344 с.[15]
- (1999): Българският театър – извори и документи (1880 – 1900). София: Изд., СУ Кл. Охридски. 1999, 663 стр. (В съавторство с Кр. Тошева и Св. Байчинска)

Автор е на много студии, статии, предговори.